# Peter McIntyre
Peter McIntyre (* 24. srpna 1927 Melbourne) je australský architekt a pedagog.

## Životopis
Vystudoval gymnázium Trinity, Royal Melbourne Institute of Technology a Melbourne University, v roce 1950 založil praxi, která kombinovala moderní materiály špičkové technologie se zájmem o „emocionální funkcionalismus“ nebo dopad zastavěného prostředí na jeho obyvatele. Jeho návrh ekologicky přizpůsobené nemocnice Mallee byl chválen kritikem Robinem Boydem jako začátek nové australské architektury. V roce 1953 založil McIntyre Partnership Pty Ltd., kde působil jako praktický ředitel, hlavní a senior partner.
McIntyre uzavřela partnerství s architekty Johnem a Phyllis Murphyovými a Kevinem Borlandem a ve spolupráci s technickým konzultantem Billem Irwinem navrhli v roce 1952 olympijský bazén v Melbourne.
McIntyre napsal Strategický plán pro město Melbourne z roku 1973, který omezil výškový rozvoj na jeho východní a západní ramena. Mezi jeho hlavní projekty patří Melbourne's Parliament Station, The Jam Factory Complex v South Yarra, Westfield Knox ve Wantirna South a vytvoření alpské vesnice Dinner Plain poblíž Mount Hotham ve Victorii. 
Byl profesorem architektury na Melbourne University v letech 1988 až 1992 a získal řadu ocenění. Jeho manželka Dione je také architektkou.

## Film
- 1960 Your House and Mine, režie Peter McIntyre, distribuováno Státním filmovým centrem.